# Xoán Manuel Pintos Villar
Johán Manuel Pintos Villar (Pontevedra, Galiza, 16 de Dezembro de 1811 - Vigo, 29 de Junho de 1876) foi um escritor galego.
É considerado um dos precursores do Rexurdimento literário galego. Sua obra, como acontecia por norma geral na época, está espalhada em jornais, revistas e folhetos, mas é  A gaita gallega (1853), a única obra sua publicada em vida, a composição que o situa num lugar importante dentro da literatura galega, por ser a primeira escrita em galego segundo a gramática castelhana.
Os seus pais eram Basilio Pintos García e Ramona Villar Rodríguez, ambos naturais de Pontevedra. Estudou primeiro Humanidades na Corunha e depois Direito (de 1829 a 1835) em Santiago de Compostela. De 1837 a 1840 trabalhou de advogado na Corunha, posteriormente, em 1840, foi nomeado juiz de primeira instância em Cambados pelo governo progressista. No ano seguinte casou com Serafina Amando Boullosa, com quem teve catorze filhos. Em 1844 viu cessar a sua licença como juiz pelo governo conservador, e até 1862 exerceu como advogado em Pontevedra. Finalmente, desde 1862, foi Registador da Propriedade na cidade de Vigo. Colaborou com os jornais "El País" e "La perseverancia", ambos editados em Pontevedra.

## Obras
- Livros:
  -  A Gaita Gallega
- Poemas soltos
  - A' Galiza 
  -  A Galiza 
  - Contos da aldea que parecen historias da vila ou historias da vila que parecen contos da aldea
  - «Obra poética dispersa de Xoán Manuel Pintos Villar, em pdf (2006)» (PDF)